# Wilhelm Dieckerhoff

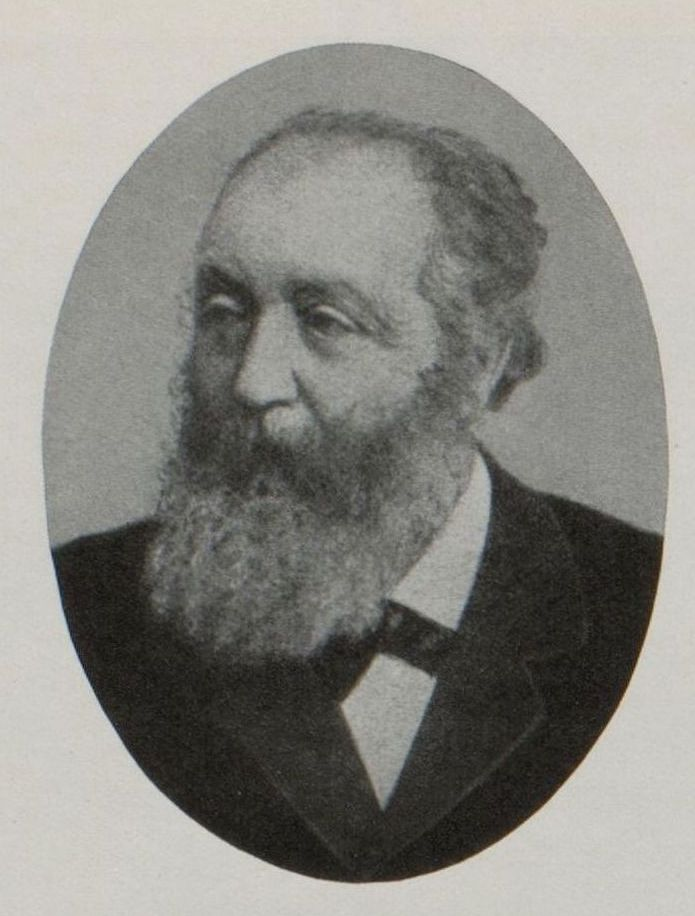
Wilhelm Dieckerhoff

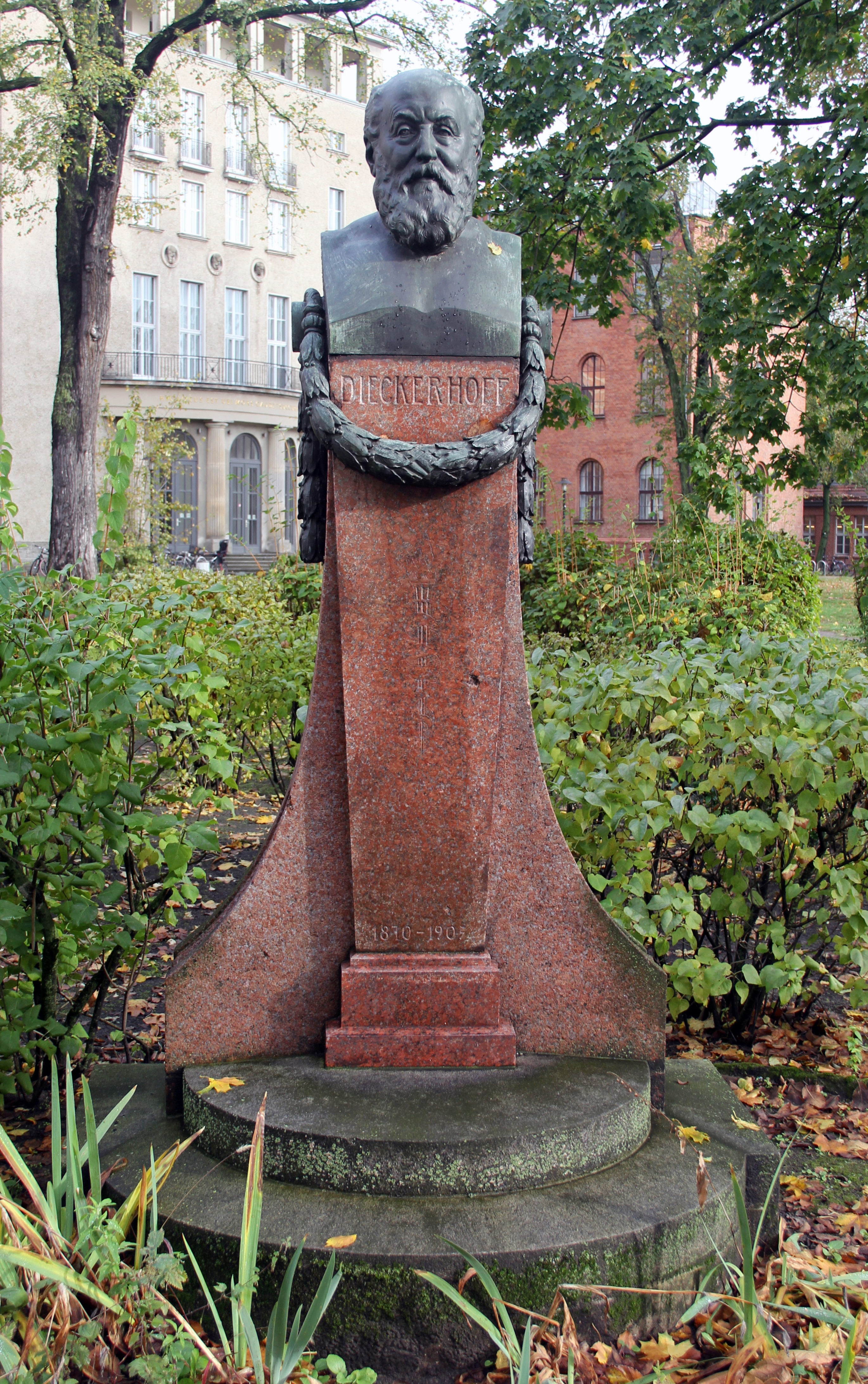
Büste, Luisenstraße 56, in Berlin-Mitte

Wilhelm Dieckerhoff (* 18. Oktober 1835 in Lichtendorf, Kreis Hörde; † 14. Dezember 1903 in Berlin) war ein deutscher Tierarzt. 

## Leben
Er studierte von 1853  bis 1857 an der Tierarzneischule in Berlin, praktizierte dann als Tierarzt und Kreistierarzt in Bochum, wurde 1870 Lehrer und 1878 Professor an der Tierarzneischule in Berlin.
Er war seit 1875 Mitglied der preußischen technischen Deputation für das Veterinärwesen, war von 1878  bis 1898 auch Departementstierarzt für den Regierungsbezirk Potsdam und von 1892 bis 1894 sowie von 1898 bis 1900 Rektor an der Tierärztlichen Hochschule in Berlin. Die Universität Greifswald promovierte ihn 1888 zum Ehrendoktor der Medizin.

## Werke
- Pathologie und Therapie des Spats der Pferde (Berlin 1875)
- Die Pferdestaupe (das. 1882)
- Geschichte der Rinderpest und ihrer Literatur (das. 1890)
- Spezielle Pathologie und Therapie (Bd. 1: Krankheiten des Pferdes, 2. Aufl., das. 1892; Bd. 2: Krankheiten des Rindes, 2. Aufl., 1903)
- Das Koppen des Pferdes (das. 1897); Gerichtliche Tierarzneikunde (3. Aufl., das. 1902).